# 漢諾威動物園
汉诺威动物园是位于德国汉诺威市中心的一個動物園。

## 历史
动物园成立于1865年5月4日，占地22公顷。公園內有237种约3,414只动物，在夏季由400多名员工照顾。